# Zillow
Zillowはオンライン不動産データベースを運営するアメリカの企業である。

## 事業
同社はWebサイトにて広告権を販売し収益化するメディア企業であると謳っており 、2009年4月に自社不動産検索エンジンを提供するコンソーシアムを設立し180以上の新聞社とパートナーシップ契約を締結した。自社の広告収益は提携しているブランドサイトや新聞社、地方の不動産事業者に分配している。
2011年2月にYahoo! Real Estateと排他的パートナーシップを結び、Web上最大の不動産広告ネットワークを形成した。

## サービスの特徴
アメリカ全土に渡る売出し中の物件以外のデータを含め1億件もの物件情報を有する。現在の推定価格だけでなく過去の価格の推移（1年、5年、10年など）や物件の航空写真、近隣地域の類似物件などが表示され、対象となる物件が公開されている場合は具体的な面積や寝室や浴室の数などが表示される。提携しているデベロッパーにネットワークとAPIを提供しており、登録物件が最近キッチンを改装した場合などには即座に推定価格に反映される。
2006年12月には一般利用者が物件を登録し希望価格を掲載できる機能をリリースした。
2007年にMicrosoft Virtual Earthに用いられている従来の衛星写真よりも高画質な航空写真を表示するためマイクロソフトと提携した。
2009年に賃貸住宅事業にもサービスの幅を広げ、 利用者が賃貸用物件と購入用物件を検索しリスト化できるようになった。

## 見積額
近隣の比較物件情報などの利用できる情報も含め、公開情報に基づき見積価格を算出している。 この見積をZestimate（Zillow+estimate（見積もり・予想の意）、発音はZEST-imate）と呼ばれている。見積額の精度は地域ごとの公開情報の多寡により異なる。多くのアメリカ国内の州において不動産価格情報は不動産仲介業者に独占されているわけではなく、即時公開されている。
2011年3月に9000万件の賃貸価格を表示するRent ZestimatesをWebサイトとモバイルアプリにてリリースした。
2011年6月11日には見積算出アルゴリズムを変更し、2006年から現在までのアメリカ国内の数百万軒の物件価格に影響が出た。